# Bulbophyllum cubicum
Bulbophyllum cubicum är en orkidéart som beskrevs av Oakes Ames. Bulbophyllum cubicum ingår i släktet Bulbophyllum och familjen orkidéer. Inga underarter finns listade i Catalogue of Life.